# Lijst van Nederlandse deelnemers aan de Olympische Zomerspelen van 1972
Dit is een lijst van Nederlandse deelnemers aan de Olympische Zomerspelen van 1972 in München.

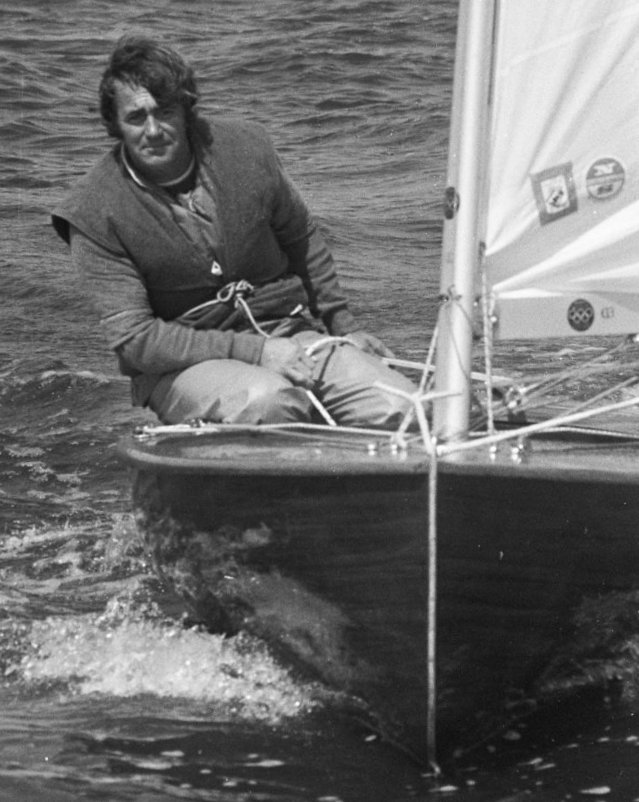
Kees Douze

| Olympiër                       | Sport            | Onderdeel                                                                                                | Ervaring  |
| ------------------------------ | ---------------- | --- | --------- |
| Ria Ahlers                     | atletiek         | hoogspringen                                                                                             | debutant  |
| Klaas Balk                     | wielrennen       | 1 km sprint tandem                                                                                       | 2e Spelen |
| Jan Bekkenk                    | moderne vijfkamp | individueel herenteam                                                                                    | debutant  |
| Cees Benedictus-Lieftinck      | paardensport     | dressuur individueel dressuur team                                                                       | debutant  |
| Bert Bergsma                   | zwemmen          | 4×100 m vrije slag 4×200 m vrije slag                                                                    | debutant  |
| André Bolhuis                  | hockey           | herenteam                                                                                                | debutant  |
| Jan Bosman                     | judo             | half zwaargewicht                                                                                        | debutant  |
| Berny Boxem-Lenferink          | atletiek         | 1500 m                                                                                                   | debutant  |
| Mart Bras                      | waterpolo        | herenteam                                                                                                | debutant  |
| Enith Brigitha                 | zwemmen          | 100 m vrije slag 100 m rugslag 200 m vrije rugslag 4×100 m vrije slag 4×100 m wisselslag                 | debutant  |
| Hans Brugman                   | paardensport     | samengestelde ruiterwedstrijd individueel samengestelde ruiterwedstrijd met team                         | debutant  |
| Jan Bruyn                      | roeien           | dubbeltwee                                                                                               | debutant  |
| Jan Willem Buij                | hockey           | herenteam                                                                                                | debutant  |
| Hansje Bunschoten              | zwemmen          | 100 m vrije slag 200 m vrije slag 400 m vrije slag 800 m vrije lag 4×100 m vrije slag 4×100 m wisselslag | debutant  |
| Ton Buunk                      | waterpolo        | herenteam                                                                                                | debutant  |
| Frieke Buys                    | zwemmen          | 100 m vrije slag 200 m vrije slag 4×100 m vrije slag                                                     | debutant  |
| Ans Dekker                     | turnen           | meerkamp team                                                                                            | debutant  |
| Ad Dekkers                     | wielrennen       | 4 km ploegachtervolging                                                                                  | debutant  |
| Marinus Dijkerman              | hockey           | herenteam                                                                                                | debutant  |
| Mariët Dommers                 | schoonspringen   | 3m plank                                                                                                 | 2e Spelen |
| Peter van Doorn                | wielrennen       | 1 km sprint 1 km tijdrit tandem                                                                          | debutant  |
| Anny van Doorne                | paardensport     | dressuur individueel dressuur team                                                                       | debutant  |
| Kees Douze                     | zeilen           | Finn klasse                                                                                              | debutant  |
| Herman Johan Eggink            | roeien           | acht | debutant  |
| Hans Elzerman                  | zwemmen          | 4×100 m vrije slag 4×200 m vrije slag                                                                    | debutant  |
| Jozien Elzerman                | zwemmen          | 200 m rugslag 4×100 m vrije slag                                                                         | debutant  |
| Wilma van Gool-van den Berg    | atletiek         | 100 m 200 m                                                                                              | 2e Spelen |
| Annemarie Groen                | zwemmen          | 100 m rugslag 200 m rugslag                                                                              | debutant  |
| Wim Grothuis                   | roeien           | vier met stuurman                                                                                        | debutant  |
| Johan ter Haar                 | roeien           | vier met stuurman                                                                                        | debutant  |
| Eddy Ham                       | schermen         | sabel individueel                                                                                        | debutant  |
| Roger van Hamburg              | zwemmen          | 400 m wisselslag 4 × 100 m vrije slag 4×200 m vrije slag                                                 | debutant  |
| Sjef Hensgens                  | atletiek         | 800 m | debutant  |
| Wim Hermsen                    | waterpolo        | herenteam                                                                                                | debutant  |
| Fedor den Hertog               | wielrennen       | wegwedstrijd 100 km ploegentijdrit                                                                       | 2e Spelen |
| Willy Hillen                   | schieten         | klein kaliber geweer op 50 meter liggend                                                                 | debutant  |
| Aad van den Hoek               | wielrennen       | 100 km ploegentijdrit                                                                                    | debutant  |
| Tineke Hofland                 | zwemmen          | 100 m schoolslag                                                                                         | debutant  |
| Maria van der Holst-Blijlevens | kano             | K-2 500 m                                                                                                | debutant  |
| Hans Hoogveld                  | waterpolo        | herenteam                                                                                                | 2e Spelen |
| Hans Huisinga                  | roeien           | acht | debutant  |
| Fred Imhoff                    | zeilen           | Flying Dutchman klasse                                                                                   | debutant  |
| Mieke Jaapies                  | kano             | K-1 500 meter K-2 500 meter                                                                              | 2e Spelen |
| Maarten Jurgens                | paardensport     | samengestelde ruiterwedstrijd individueel samengestelde ruiterwedstrijd met team                         | debutant  |
| Thijs Kaanders                 | hockey           | herenteam                                                                                                | debutant  |
| Gerard Kamper                  | wielrennen       | 4 km ploegenachtervolging                                                                                | debutant  |
| Piet van Katwijk               | wielrennen       | wegwedstrijd                                                                                             | debutant  |
| Ilja Keizer-Laman              | atletiek         | 1500 m                                                                                                   | 2e Spelen |
| René Kieft                     | roeien           | twee met stuurman                                                                                        | debutant  |
| Ton van Klooster               | zwemmen          | 400 m vrije slag 1500 m vrije slag                                                                       | debutant  |
| Kees de Korver                 | roeien           | vier met stuurman                                                                                        | debutant  |
| Simon Korver                   | zeilen           | Flying Dutchman klasse                                                                                   | debutant  |
| Coen Kranenberg                | hockey           | herenteam                                                                                                | debutant  |
| Henk Krediet                   | moderne vijfkamp | individueel herenteam                                                                                    | debutant  |
| Evert Kroes                    | roeien           | vier met stuurman                                                                                        | debutant  |
| Evert Kroon                    | waterpolo        | herenteam                                                                                                | 2e Spelen |
| François van Kruijsdijk        | zwemmen          | 200 m wisselslag                                                                                         | debutant  |
| Ties Kruize                    | hockey           | herenteam                                                                                                | debutant  |
| Hennie Kuiper                  | wielrennen       | wegwedstrijd 100 km ploegentijdrit                                                                       | debutant  |
| Cees Kurpershoek               | zeilen           | Tempest klasse                                                                                           | debutant  |
| Gerda Lassooij                 | zwemmen          | 200 m wisselslag 400 m wisselslag                                                                        | debutant  |
| Wouter Leefers                 | hockey           | herenteam                                                                                                | debutant  |
| Flip van Lidth de Jeude        | hockey           | herenteam                                                                                                | debutant  |
| Paul Litjens                   | hockey           | herenteam                                                                                                | debutant  |
| Roel Luijnenburg               | roeien           | twee zonder stuurman                                                                                     | 2e Spelen |
| Bernard Luttikhuizen           | roeien           | twee met stuurman                                                                                        | debutant  |
| Wijda Mazereeuw                | zwemmen          | 200 m wisselslag 400 m wisselslag                                                                        | debutant  |
| Ikina Morsch                   | turnen           | meerkamp team                                                                                            | debutant  |
| Frank Mulder                   | roeien           | acht | debutant  |
| Jannes Munneke                 | roeien           | acht | debutant  |
| Irving van Nes                 | hockey           | herenteam                                                                                                | debutant  |
| Pieter Hendrik Offens          | roeien           | acht | debutant  |
| Hans Parrel                    | waterpolo        | herenteam                                                                                                | 2e Spelen |
| Hennie Penterman               | zwemmen          | 200 m wisselslag 400 m wisselslag                                                                        | 2e Spelen |
| Martin Poglajen                | judo             | middengewicht                                                                                            | debutant  |
| Ben Pon                        | schieten         | kleiduiven individueel                                                                                   | debutant  |
| Herman Ponsteen                | wielrennen       | 4 km ploegenachtervolging 4 km individuele achtervolging                                                 | debutant  |
| Cees Priem                     | wielrennen       | wegwedstrijd 100 km ploegentijdrit                                                                       | debutant  |
| Peter Prijdekker               | zwemmen          | 200 m vrije slag 4×100 m vrije slag 4×200 m vrije slag                                                   | debutant  |
| Anthony Richardson             | boksen           | zwaarweltergewicht tot 71 kg                                                                             | debutant  |
| Alie te Riet                   | zwemmen          | 100 m schoolslag 200 m schoolslag 4×100 m wisselslag                                                     | debutant  |
| Anke Rijnders                  | zwemmen          | 100 m vrije slag 200 vrije slag 400 m vrije slag 4×100 m vrije slag 4×100 m wisselslag                   | debutant  |
| Henk Rouwé                     | roeien           | acht | debutant  |
| Wim Ruska                      | judo             | zwaar gewicht alle categorieën                                                                           | debutant  |
| Trudy Ruth                     | atletiek         | 400 m | debutant  |
| Piet van der Schans            | paardensport     | samengestelde ruiterwedstrijd individueel samengestelde ruiterwedstrijd met team                         | debutant  |
| Haico Scharn                   | atletiek         | 1500 m                                                                                                   | debutant  |
| Wim van de Schilde             | waterpolo        | herenteam                                                                                                | debutant  |
| Ton Schmidt                    | waterpolo        | team | debutant  |
| Bob Schoutsen                  | zwemmen          | 100 m rugslag 200 m rugslag                                                                              | 2e Spelen |
| Roy Schuiten                   | wielrennen       | 4 km individuele achtervolging 4 km ploegachtervolging                                                   | debutant  |
| Maarten Sikking                | hockey           | herenteam                                                                                                | debutant  |
| Annita Smith                   | schoonspringen   | torenspringen                                                                                            | debutant  |
| Ans Smulders-van Gerwen        | turnen           | meerkamp individueel meerkamp team                                                                       | debutant  |
| Frans Spits                    | hockey           | herenteam                                                                                                | 2e Spelen |
| Nico Spits                     | hockey           | herenteam                                                                                                | 2e Spelen |
| Ben Staartjes                  | zeilen           | Tempest klasse met stuurman                                                                              | debutant  |
| Willy Stähle                   | waterskien       | Schansspringen, figuren, slalom                                                                          | debutant  |
| Eddy Stibbe                    | paardensport     | samengestelde ruiterwedstrijd individueel samengestelde ruiterwedstrijd met team                         | debutant  |
| Ruud Stokvis                   | roeien           | twee zonder stuurman                                                                                     | 2e Spelen |
| Gijze Stroboer                 | waterpolo        | herenteam                                                                                                | debutant  |
| Rutger Stuffken                | roeien           | acht | debutant  |
| John Swaab                     | paardensport     | dressuur individueel dressuur team                                                                       | debutant  |
| Eric Swinkels                  | schietsport      | Skeet | debutant  |
| Bert Taminiau                  | hockey           | herenteam                                                                                                | debutant  |
| Kick Thole                     | hockey           | herenteam                                                                                                | 2e Spelen |
| Linda Toorop                   | turnen           | meerkamp team                                                                                            | debutant  |
| Dirk Bram Tuinzing             | roeien           | acht | debutant  |
| Paul Veenemans                 | roeien           | dubbeltwee                                                                                               | debutant  |
| Jan Evert Veer                 | waterpolo        | herenteam                                                                                                | debutant  |
| Margo Velema                   | turnen           | meerkamp team                                                                                            | debutant  |
| Marianne Vermaat               | zwemmen          | 100 m rugslag                                                                                            | debutant  |
| Jan van der Vliet              | roeien           | acht | debutant  |
| Rob Vonk                       | moderne vijfkamp | individueel team                                                                                         | debutant  |
| Nel van der Voort              | turnen           | meerkamp team                                                                                            | debutant  |
| James Vrij                     | boksen           | weltergewicht                                                                                            | debutant  |
| Piet Weemers                   | hockey           | herenteam                                                                                                | 2e Spelen |
| Hans Wouda                     | waterpolo        | herenteam                                                                                                | 2e Spelen |
| Jan-Willem van Woudenberg      | roeien           | vier met stuurman                                                                                        | debutant  |
| Herman Zaanen                  | roeien           | twee met stuurman                                                                                        | debutant  |
| Jeroen Zweerts                 | hockey           | herenteam                                                                                                | debutant  |